# Saint-Omer-en-Chaussée
Saint-Omer-en-Chaussée és un municipi francès, situat al departament de l'Oise i a la regió dels Alts de França. L'any 2007 tenia 1.309 habitants.

## Demografia

### Població
El 2007 la població de fet de Saint-Omer-en-Chaussée era de 1.309 persones. Hi havia 424 famílies de les quals 104 eren unipersonals (68 homes vivint sols i 36 dones vivint soles), 136 parelles sense fills, 140 parelles amb fills i 44 famílies monoparentals amb fills.
La població ha evolucionat segons el següent gràfic:
Habitants censats

### Habitatges
El 2007 hi havia 469 habitatges, 428 eren l'habitatge principal de la família, 19 eren segones residències i 22 estaven desocupats. 345 eren cases i 111 eren apartaments. Dels 428 habitatges principals, 266 estaven ocupats pels seus propietaris, 155 estaven llogats i ocupats pels llogaters i 7 estaven cedits a títol gratuït; 30 tenien una cambra, 36 en tenien dues, 65 en tenien tres, 117 en tenien quatre i 181 en tenien cinc o més. 313 habitatges disposaven pel capbaix d'una plaça de pàrquing. A 228 habitatges hi havia un automòbil i a 174 n'hi havia dos o més.

### Piràmide de població
La piràmide de població per edats i sexe el 2009 era:
| Homes | Edats   | Dones |
| ----- | ------- | ----- |
| 0     | 95 o +  | 0     |
| 0     | 90 a 94 | 0     |
| 0     | 85 a 89 | 4     |
| 0     | 80 a 84 | 0     |
| 4     | 75 a 79 | 0     |
| 16    | 70 a 74 | 12    |
| 16    | 65 a 69 | 44    |
| 36    | 60 a 64 | 12    |
| 16    | 55 a 59 | 28    |
| 44    | 50 a 54 | 48    |
| 52    | 45 a 49 | 24    |
| 24    | 40 a 44 | 60    |
| 48    | 35 a 39 | 36    |
| 48    | 30 a 34 | 40    |
| 28    | 25 a 29 | 40    |
| 28    | 20 a 24 | 24    |
| 48    | 15 a 19 | 36    |
| 32    | 10 a 14 | 72    |
| 40    | 5 a 9   | 36    |
| 20    | 0 a 4   | 20    |

## Economia
El 2007 la població en edat de treballar era de 919 persones, 702 eren actives i 217 eren inactives. De les 702 persones actives 656 estaven ocupades (413 homes i 243 dones) i 46 estaven aturades (18 homes i 28 dones). De les 217 persones inactives 76 estaven jubilades, 52 estaven estudiant i 89 estaven classificades com a «altres inactius».

### Ingressos
El 2009 a Saint-Omer-en-Chaussée hi havia 422 unitats fiscals que integraven 1.092 persones, la mediana anual d'ingressos fiscals per persona era de 18.053,5 €.

### Activitats econòmiques
Dels 33 establiments que hi havia el 2007, 1 era d'una empresa alimentària, 1 d'una empresa de fabricació de material elèctric, 4 d'empreses de fabricació d'altres productes industrials, 6 d'empreses de construcció, 5 d'empreses de comerç i reparació d'automòbils, 4 d'empreses de transport, 6 d'empreses d'hostatgeria i restauració, 2 d'empreses financeres, 1 d'una empresa immobiliària, 2 d'entitats de l'administració pública i 1 d'una empresa classificada com a «altres activitats de serveis».
Dels 10 establiments de servei als particulars que hi havia el 2009, 1 era una oficina de correu, 2 tallers de reparació d'automòbils i de material agrícola, 1 guixaire pintor, 2 fusteries, 3 restaurants i 1 saló de bellesa.
Dels 2 establiments comercials que hi havia el 2009, 1 era una botiga de menys de 120 m² i 1 una botiga de material de revestiment de parets i terra.
L'any 2000 a Saint-Omer-en-Chaussée hi havia 6 explotacions agrícoles que ocupaven un total de 666 hectàrees.

## Equipaments sanitaris i escolars
L'únic equipament sanitari que hi havia el 2009 era un hospital de tractaments de mitja durada (seguiment i rehabilitació).
El 2009 hi havia una escola elemental.

## Poblacions més properes
El següent diagrama mostra les poblacions més properes.